# ロッツォラーイ
ロッツォラーイ（イタリア語: Lotzorai）は、イタリア共和国サルデーニャ自治州ヌーオロ県にある、人口約2,100人の基礎自治体（コムーネ）。

## 地理

### 位置・広がり

#### 隣接コムーネ
隣接するコムーネは以下の通り。
- バウネーイ
- ジラソーレ
- タラーナ
- トルトリ
- トリエーイ
- ヴィッラグランデ・ストリザーイリ